# Borowice
Borowice (Duits: Baberhäuser) is een dorp in het Poolse woiwodschap Neder-Silezië, in het district Jeleniogórski. De plaats maakt deel uit van de gemeente Podgórzyn en is gelegen in het Reuzengebergte, ongeveer 13 kilometer ten zuiden van Jelenia Góra, 102 kilometer ten westen van Wrocław en op een hoogte van 625-710 meter n.p.m.